# Zajahati s vragom (1999.)
Zajahati s vragom (eng. Ride with the Devil) je film Anga Leeja iz 1999.

### Glavne uloge
- Tobey Maguire ... Jake Roedel
- Skeet Ulrich ... Jack Bull Chiles
- Jewel Kilcher ... Sue Lee Shelley
- Jeffrey Wright
- Simon Baker
- Jonathan Rhys Meyers
- James Caviezel
- Tom Guiry
- Tom Wilkinson
- Jonathan Brandis
- Michael W. Nash
- Zach Grenier
- John Ales ... William Clarke Quantrill

### Ostalo
- glazba: Mychael Danna
- proizvodnja: Good Machine/Hollywood International/Universal, SAD, 1999.

## Uvod
Ono što je većini ljudi s ovih prostora 90-tih godina donijelo ništa drugo nego veliku nesreću, američkom književniku Danielu Woodrellu je donijelo inspiraciju. Kao malo koji američki spisatelj, on je u raspadu bivše Jugoslavije, odnosno u nasilju koje je taj raspad prouzročio, našao dosta sličnosti s najkrvavijim i najtraumatičnijim događajem američke povijesti - građanskim ratom. Njegov roman Woe To Live On je tim zbivanjima pristupio iz perspektive na koju obično nismo navikli u djelima koja obrađuju to razdoblje te pratio sudbine običnih, malih ljudi koje politika nije zanimala i koji su se u sukob uključili stjecajem prilično banalnih okolnosti. Taj je roman postao jedan od najvećih bestselera 90-tih, pa je bilo logično da na njega oko baci i Hollywood. Ekranizacija ovog romana je, pak, izazvala dosta iznenađenja, ali najviše u kadrovskom smislu - osim što "Zajahati s vragom" predstavlja glumački debi popularne američke kantautorice Jewel, režija je povjerena uglednom tajvanskom režiseru Angu Leeju, čija su specijalnost dosada bile uglavnom ljubavne drame. No, američka kritika je uglavnom blagonaklono dočekala ovaj film, ali ne i publika, pa su se naši distributeri odlučili na što manje rizika te film servirali na videu, odnosno DVD-u.

## Radnja
Film započinje u proljeće 1861. godine u pretežno robovlasničkoj državi Missouri, koja je formalno ostala vjerna Uniji, dijelom i zbog velikog broja njemačkih imigranata i njihovih potomaka među koje spada i mladi Jake Roedel (Tobey Maguire). I dok se većina njegovih sunarodnjaka opredijelila za Sjever, Jake odlučuje biti vjeran svom najboljem prijatelju Jacku Bullu Chilesu (Skeet Ulrich), mladom robovlasničkom aristokratu čijeg su oca ubili pripadnici unionističkih paravojnih formacija zvanih "Jayhawkeri". Jake i Chiles se priključuju "Bushwackerima", južnjačkim gerilcima koji bi se trebali suprotstaviti sjevernjačkoj vojsci, a u njihovoj maloj družini je i Daniel Holt (Jeffrey Wright), bivši rob kojemu je Chiles poklonio slobodu i koji se sada nastoji odužiti svom gospodaru kao njegov neslužbeni tjelohranitelj. Nakon godinu i pol dana Missouri je opustošen prljavim gerilskim ratom u kojem se ne biraju sredstva, a Jake i Chiles često sa svojih ruku moraju prati krv ljudi koji su im donedavno bili najbliži susjedi i prijatelji. Njihova družina, nakon što je jedva spasila žive glave, pronalazi utočište na jednoj farmi gdje im hranu donosi lijepa udovica Sue Ellen (Jewel Kilcher) i s kojom će Chiles započeti ljubavnu vezu. No, nakon što i ta farma postane metom napada u kojem Chiles nastrada, Jake će Sue Ellen otpratiti dalje na jug, gdje bi trebalo biti sigurnije, a potom se ponovno priključiti velikoj skupini gerilaca koja sprema spektakularni napad na pro-sjevernjački grad Lawrence u Kansasu. Gerilci napadnu grad i masakriraju stanovnike, ali ih potom vrlo brzo razbija sjevernjačka konjica pri čemu su i Jake i Holt ranjeni. Nakon toga Jake ponovno viđa Sue Ellen koja je u međuvremenu rodila Chilesovo dijete, te počinje preispitivati svoje dalje učešće u ratu.

## O filmu ukratko
Ang Lee je ovim filmom vjerojatno razuvjerio sve skeptike koji su sumnjali u to da je on sposoban režirati akcijske scene. Iako ih ovaj film ima relativno malo, odnosno nisu baš spektakularne (za što imamo prije zahvaliti povijesnim okolnostima nego nedostatku budžeta), gledateljima će dugo ostati u sjecanju zbog svoje brutalnosti i krvoločnosti. Ono što filmu daje epski karakter prije svega je Leejevo nastojanje da detaljno oslika svoje likove, pa su najbolje scene filma ipak one u kojima Roedel, Holt, Chiles i drugi gerilci u pauzama između borbi pokušavaju pronaći neki smisao situacije u kojoj su se našli. Očigledno je da se Lee mnogo ugodnije osjećao režirajući te sekvence, pa mnoge od njih nisu završile na montažnom stolu, što film produžuje na dobra dva sata. Gluma je, kao što je to običaj kod Leejevih filmova, na zavidnoj visini, iako se za Tobeya Maguirea može reći da je u neku ruku njegov lik gotovo nemoguće razlikovati od lika kojeg je bio tumačio u filmu Kućna pravila. Skeet Ulrich je prilično površan južnjački aristokrat, dok je pravo otkriće Jeffrey Wright (Basquiat) kao crni rob koji se bori za Konfederaciju iz složenih motiva koji će se otkriti tek pred kraj filma. Od epizodista valja istaknuti i Jonathana Rhysa-Meyersa kao psihopatskog gerilca, a također se mora priznati da je Jewel Kilcher također dobro obavila svoj prvi glumački posao (iako će muškoj publici najduže ostati u sjećanju scena dojenja). No, iako je Lee u suštini dobro obavio posao, Zajahati s vragom nije film koji bi mogao pretendirati na Oscara, i to zahvaljujući tome što u drugom dijelu filma Lee gubi ritam te previše razvlači priču te tako gledatelje dodatno razočarava maksimalno predvidljivom završnicom. Svemu tome treba dodati i neke nedorečenosti u motivaciji likova, dok s druge strane valja pohvaliti trud oko autentičnosti zbog kojeg su čak i glumci preuzeli jezik koji je bio u modi na američkom Srednjem Zapadu sredinom 19. stoljeća. Ono što možda ipak najviše živcira jest to što scenarist Schamus i režiser Lee nisu konzistentni - dok nam na početku pokazuju kako je rat u stanju na najbrutalniji mogući način rascijepiti zajednicu i okrenuti susjeda protiv susjeda, odnosno brata protiv brata, dotle pred kraj odustaju od bilo kakvog moralnog preispitivanja i nude nam staromodnu i predvidljivu romancu kao rješenje za sve svjetske probleme. Iako Leejev film u neku ruku predstavlja neuspjeh, ipak je to zanatski dobro urađeno djelo koje će barem nekim gledateljima s ovih prostora izgledati kao prilično neugodni déjà-vu.